# EVD
EVD（Enhanced Versatile Disk、イーブイディー）は、中国で独自に開発され、中国国内のみで利用されているデジタル記録式の光ディスク。
DVDを拡張した規格だとされ、張宝全が中心人物となり、規格の普及活動が中国国内で行われていた。

## 規格
中国政府の支援の下、海爾集団（ハイアール）やTCL集団などの19社の中国の電機メーカーが参加する北京阜国数字技術によって1999年より開発が開始され、2003年11月に規格が策定された。
メディアのディスク構造は現行のDVDと同様の、1層0.6mmのポリカーボネートを2層張り合わせた構造となっており、厚さは1.2mm、直径12cmである。また使用する光源もDVDと同様の650nm赤色ヒ化ガリウムの固体半導体レーザーを用い、片面1層4.7GB、片面2層8.5GBの記憶容量を持つ。
ファイルシステムは光ディスク共通のユニバーサルディスクフォーマット (UDF) であるが、映像と音声の記録形式がDVDと異なる。映像の記録形式はOn2 TechnologiesのVP5およびVP6を使用し、音声の記録形式はCoding TechnologiesのEAC2.0 (Enhanced Audio Codec 2.0) を使用する。これらはDVDが使用しているMPEG-2に比べライセンス料が安く、それによって中国国内でのデジタル形式のビデオプレイヤーの低価格化を狙ったとされる。またBlu-ray Discに採用されているH.264/MPEG-4 AVCよりも圧縮率が高く、エンコード・デコード速度も高速とされる。
動画サイズは1080i（1920×1080ピクセル）と720p（1280×720ピクセル）での記録が規格化されており、標準的なデータ転送速度は1080iで16Mbps、720pで9Mbpsとなっている。
なお、EVD2と呼ばれる規格も存在し、最新のEVD規格としてセールスが行われているが、これは以前HVDと呼ばれていた全く別の規格であり、元々のEVDとは互換性を持っていない。

## 発売・撤退
北京阜国数字技術に参加する中国の電機メーカーはDVD単体機の生産を2008年までに中止すると発表しており、これにより中国国内ではEVDが標準規格となることが一部では期待されていた。しかしEVDは著作権保護技術が弱かったため、ハリウッドはEVDに関して消極的であったため、ソフトが集まらなかった。結果DVD単体機の生産も中止されなかった。
一方で2008年3月にはHD DVDに続き、EVDも撤退の危機に直面していると北京日報により報じられ、Blu-ray Disc陣営が中国市場への普及を図る中、EVDは技術的な改良に伴い、HD-EVDへと名称の変更が発表される。新たなHD-EVD再生機は2008年末に発売される予定で、価格は1000元（約1万3653円）程度と予想された。また、NNA ASIAによると、業界内では悪あがきとの声が強いという。こうしてBlu-ray Discによって、中国国内の家電店からもEVD機器はほとんど見られなくなった。

## 発売されている主なタイトル
- ブラックマスク2（2002年）
- ビッグ・ママズ・ハウス（2002年）
- HERO ディレクターズカット版（2002年）
- LOVERS（原題『十面埋伏』、House of Flying Daggers）（2004年）